# رزیدنت ایول (فیلم)
رزیدنت ایول (به انگلیسی: Resident Evil) فیلمی اکشن ترسناک به نویسندگی و کارگردانی پل دبلیو. اس. اندرسون است که بر اساس مجموعه بازی‌های ویدئویی ترس و بقا شرکت کپ‌کام، رزیدنت ایول ساخته شده است. این فیلم به عنوان اولین قسمت از مجموعه فیلم‌های رزیدنت ایول محسوب می‌شود که روایت و عناصر آن برداشتی آزاد از بازی‌های رزیدنت ایول و رزیدنت ایول ۲ می‌باشد. در این فیلم بازیگرانی همچون میلا یوویچ، میشل رودریگز، اریک میبیس، جیمز پیورفوی و کالین سالمون ایفای نقش کرده‌اند.
رزیدنت ایول در ۱۲ مارس ۲۰۰۲ توسط کنستانتین فیلم در آلمان، و در ۱۲ ژوئیه ۲۰۰۲ توسط پته در انگلستان اکران شد. فیلم به‌طور کلی با واکنش‌های نامطلوبی از سوی منتقدان همراه بود، با وجود این ۱۰۳ میلیون دلار در سراسر جهان فروش کرد در حالی که ۳۳ میلیون دلار بودجه ساخت آن بوده است. پس از آن دنباله‌ای تحت عنوان رزیدنت ایول: آخرالزمان در سال ۲۰۰۴ منتشر شد.

## داستان
آلیس یکی از نگهبانان درگاه ورودی مقرا هایو است. مقر هایو، مقری است که متعلق به شرکت آمبرلا بوده و در آن به شکلی مخفیانه، به انجام آزمایش‌های غیرقانونی پرداخته می‌شود. درجریان یک خیانت، ویروس تی در این مقر منتشر شد. رایانه مرکزی ملکه سرخ که وظیفه تأمین امنیت مقر را برعهده داشت، تمامی این مقر را به همراه کارکنان آن قرنطینه می‌کند. آلیس شخصی است که ضد فعالیت‌های آمبرلا کارکرده و به همراه دوستانش، برای خارج شدن از مقر و رسواسازی آمبرلا تلاش می‌کند. درپایان، آلیس متوجه می‌شود که نامزد او، بانی این رخداد بیولوژیکی بوده است. پس از کشته شدن نامزد آلیس، توسط مخلوق لیکر، آلیس و مت موفق به خروج از مقر می‌شوند و در این زمان توسط مأموران آمبرلا دستگیر می‌شوند.

## بازیگران
- میلا یوویچ در نقش آلیس
- میشل رودریگز در نقش رین اوکمپو
- اریک میبیس در نقش متیو «مت» ادیسون
- جیمز پیورفوی در نقش اسپنس پارکس
- مارتین کروس[۵] در نقش چد کپلن
- کالین سالمون در نقش جیمز «یک» شید
- رایان مک‌کلاسکی[۶] در نقش آقای گری
- اسکار پیرس[۷] در نقش آقای گرین
- ایندرا اووی[۸] در نقش خانم بلک
- آنا بولت[۹] در نقش دکتر گرین
- جوزف می[۱۰] در نقش دکتر بلو
- رابرت تنیون[۱۱] در نقش دکتر براون
- هایکه ماکاچ در نقش دکتر لیزا ادیسون
- استیون بیلینگتون[۱۲] در نقش آقای وایت
- فیونا گلسکات در نقش خانم گولد
- پاسکواله آلاردی[۱۳] در نقش جی.دی. سالینس
- لیز می بریس در نقش اولگا دانیلووا، پزشک
- میکیلا دیکر[۱۴] در نقش ملکه سرخ
- جیسون آیزکس در نقش پزشک بی‌نام / راوی

## جوایز
- نامزد دریافت جایزه ساترن بهترین فیلم ترسناک در سال ۲۰۰۲